# Maud Le Guénédal
 (mars 2012).
Si vous disposez d'ouvrages ou d'articles de référence ou si vous connaissez des sites web de qualité traitant du thème abordé ici, merci de compléter l'article en donnant les références utiles à sa vérifiabilité et en les liant à la section « Notes et références ».
Maud Le Guénédal est comédienne, metteur en scène et auteur-compositeur-interprète française.

## Biographie
Comédienne de formation, Maud joue dans une vingtaine de pièces à Paris. Feydeau, Anouilh, Beaumarchais, Obaldia, Gibson, Ray Cooney, JC Barc, Clément Michel, M. Marcaggi, Jean-Luc Lemoine, Jean Franco et Guillaume Mélanie, Sébastien Castro… Elle met en scène Les Quatre morts de Marie de Carole Fréchette, un monologue sur Isadora Duncan, et des pièces courtes de Sacha Guitry.
Au cinéma, elle tourne avec Dupeyron, Civanyan, Doug Headline, Clément Michel, Marion Vernoux, Audrey Dana..
À la télévision, elle joue dans des téléfilms comme Les enfants, j'adore !, avec Claire Borrotra, Marie France Pisier… ou Mystère au Moulin Rouge dans lequel elle interprète la Goulue.
Elle a un rôle récurrent dans la série OCS France Kbek réalisée par Jonathan Cohen et Jérémie Galan, dans Mademoiselle (le programme court de Julie Ferrier pour France 2), ou dans Flics où elle est l'ex-femme de Yach interprété par Frédéric Diefenthal. Elle joue aussi dans Samantha oups !, Julie Lescaut, Navarro, etc.
Elle a coécrit un spectacle musical jeune public (Patsy l'automate) qu’elle a joué deux ans à Paris au Ciné 13 Théâtre, au Funambule et à Avignon au Lucernaire (avec l’aide de l’Adami). C’est le premier pas vers le monde de la musique…
En 2006, elle est invitée par R.wan de Java à chanter On se dit tu ? sur son premier album solo Radio Cortex (sorti en juin 2006 chez Makasound). Elle fait le cycle professionnel de l’Atla, une école de musique à Paris et commence à créer son répertoire.
En juillet 2008, elle crée son spectacle qu’elle joue neuf mois tous les dimanches et lundis à la Comédie des 3 Bornes à Paris. Seule en scène avec un piano et un Jam Man, elle interprète ses propres compositions et quelques chansons que lui ont offertes Raphaël Callandreau et R.wan, un texte de Jean Franco et deux de ses textes mis en musique par Joseph Chédid.
Elle a également fait une petite série de concerts au Ciné 13 Théâtre, au Centre Barbara.

## Théâtre
- 2000 : Deux femmes pour un fantôme de René de Obaldia, mise en scène de N. Béguinot
- 2000 : Tailleur pour dames de Georges Feydeau, mise en scène de J.P. Bazziconi, Théâtre des 3 Bornes
- 2000 : Le Barbier de Séville de Beaumarchais, mise en scène de J.M. Adam et S. Vincent, TBB / Théâtre Montansier
- 2001 : Ne réveillez pas Madame de Jean Anouilh, mis en scène de Francis Perrin, Théâtre Comédia
- 2001 : Week-end en ascenseur de J.C. Barc, mise en scène de Sébastien Castro
- 2002 : Les Ravissements, mise en scène de Sébastien Castro, Théâtre Edgar
- 2003 : Le Vison voyageur, mise en scène d'Éric Hénon, Mélo d'Amélie
- 2003 : On choisit pas sa famille, mise en scène de J.C. Barc, Lucernaire
- 2004 : Miracle en Alabama de William Gibson, mise en scène de Bénédicte Budan, Lucernaire Avignon
- 2005-2007 : Début de fin de soirée, mise en scène de L. Pacot Grivel, Comédie de Paris
- 2007 : Mais ne te promène donc pas toute nue de Georges Feydeau, mise en scène de Rodolphe Sand
- 2007 : Larguez les amarres de M. Marcaggi, mise en scène de Rodolphe Sand, Mélo d'Amélie
- 2008 : La Dame de chez Maxim de Georges Feydeau, mise en scène de Steve Ricard, Théâtre Montreux Riviera
- 2009 : Le Grand Bain de Clément Michel, mise en scène de Stéphane Boutet, Théâtre Michel
- 2010 : Le Grand Jour de Vincent Azé, mise en scène de Michèle Bernier, Splendid
- 2010 : Kramer contre Kramer, mise en scène de D. Caron et Stéphane Boutet, Bouffes Parisiens
- 2011 : Une histoire de oufs de Pierre Savin, Montreux, mise en scène d'Igor Sékulic
- 2011-2012 : Une semaine, pas plus ! de Clément Michel, mise en scène d'Arthur Jugnot et David Roussel, Théâtre de la Gaité-Montparnasse et Théâtre Hébertot
- 2015 : Pour combien tu m'aimes de Guillaume Mélanie et Jean Franco, mise en scène de Guillaume Mélanie, Palais des glaces
- 2015-2017 : Conseil de famille de Amanda Sthers et Morgan Spillemaecker, mise en scène de Éric Civanyan, Théâtre de la Renaissance.

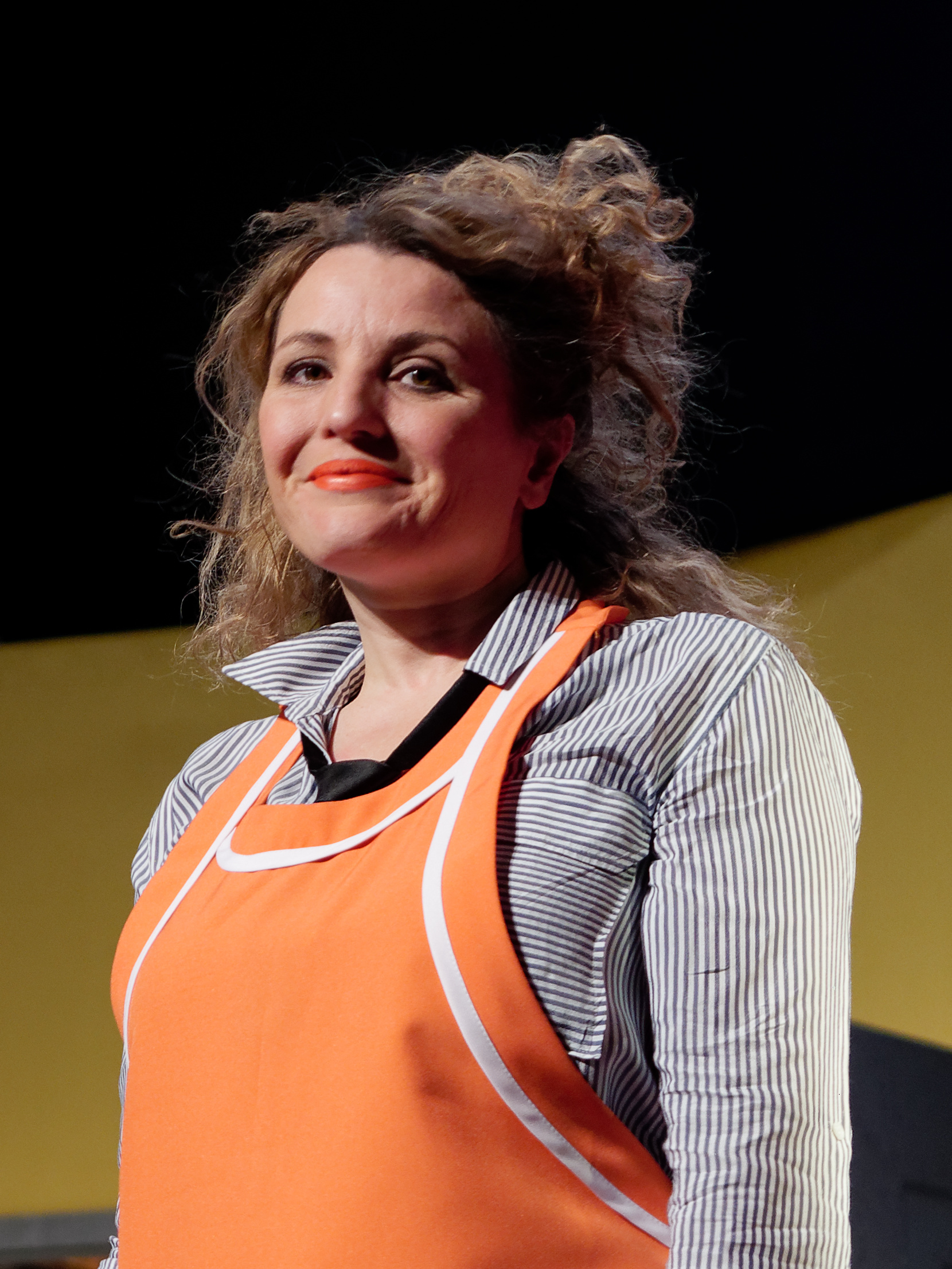
Maud Le Guénédal pendant le salut final de C’est encore mieux l’après-midi à Marseille en 2019

- 2017 : C’est encore mieux l’après-midi de Ray Cooney, mise en scène de José Paul au Théâtre des Nouveautés.
- 2017-2018 : Oui de Pascal Rocher, mise en scène de Rodolphe Sand, Café de la Gare.
- 2018 : Le Prénom d'Alexandre de La Patellière et Matthieu Delaporte, mise en scène Bernard Murat, Théâtre Édouard-VII.
- 2019 : J'ai envie de toi de Sébastien  Castro, mise en scène : José Paul, assisté de Guillaume Rubeaud (rôle: Sabine)

### Mises en scène
- 2005 : Les Quatre morts de Marie de Carole Fréchette, Théâtre du Nord-Ouest
- 2006 : Isadora Duncan, je ne suis pas une danseuse de Caroline Six, Théâtre du Nord-Ouest
- 2006 : Pièces courtes de Sacha Guitry, Automobile Club de France

## Filmographie

### Cinéma
- 2001 : La Chambre des officiers de François Dupeyron
- 2003 : Brocéliande de Doug Headline
- 2005 : Il ne faut jurer de rien ! d'Éric Civanyan
- 2011 : Thomas Platz a un bébé de Clément Michel
- 2013 : Les Beaux Jours de Marion Vernoux
- 2018 : Belle fille de Méliane Marcaggi.
- 2019 : Le meilleur reste à venir d'Alexandre de La Patellière et Matthieu Delaporte.
- 2019 : Hommes au bord de la crise de nerfs d'Audrey Dana.
- 2023 : Noël joyeux de Clément Michel

### Télévision

#### Séries télévisées
- 2010 : Les Bougon, c'est aussi ça la vie!
- 2010 : Julie Lescaut, épisode 3 saison 19, Rédemption de Dominique Tabuteau : Madame Robert
- 2011 : Flics (saison 2, épisodes 6 à 8)
- 2014-... : France Kbek
- 2017 :  En Famille : Clémentine
- 2018 : Les Chamois Philippe Lefebvre
- 2020 : Arsene Lupin de Hugo Gelin
- 2020 : Josephine Ange gardien - Les perchés - Jérôme Navarro.
- 2022 : Cassandre de Floriane Crepin (saison 8, épisode 1 Une cuisine de caractère)

#### Téléfilms
- 2001 : Absolitude
- 2004 : C'est comme ça
- 2006 : Les enfants, j'adore !
- 2008 : Mademoiselle
- 2009 : Beauté fatale
- 2011 : Mystère au Moulin Rouge
- 2020 : Il ou Elle de Clément Michel

## Discographie
- On se dit tu, sur l'album Radio Cortex de R.wan du groupe Java (Black Eye)
- Mon Jacques à moi, duo avec Camille Cottin sur l'album Les Funambules.

## Concerts
Au théâtre des Trois Bornes, au Ciné 13 Théâtre, au Centre Barbara, au théâtre des Bains Douches